# Łąg (przystanek kolejowy)
Łąg – przystanek kolejowy w Łęgu, w województwie pomorskim, w Polsce.

## Ruch pasażerski
| Rok  | Wymiana pasażerska na dobę |
| ---- | -------------------------- |
| 2017 | 100-149                    |
| 2022 | 100-149                    |

## Połączenia
- Gdynia Główna
- Tczew
- Chojnice
- Szczecinek
- Piła Główna
- Kostrzyn